# Andréasz Kuniédisz
Andréasz Kuniédisz (görögül: Ανδρέας Κουνιαίδης; Nicosia, ? –?) ciprusi nemzetközi labdarúgó-játékvezető.

## Pályafutása

### Nemzeti játékvezetés
A Ciprusi labdarúgó-szövetség (ΚΟΠ) Játékvezető Bizottságának (JB) minősítésével a Défteri Katigoría, majd a Protáthlima Marfín Laikí játékvezetője.

### Nemzetközi játékvezetés
A Ciprusi labdarúgó-szövetség JB 1966-ban terjesztette fel nemzetközi játékvezetőnek, a Nemzetközi Labdarúgó-szövetség (FIFA) bíróinak keretébe. A FIFA JB központi nyelvei közül az angolt beszéli. Több nemzetek közötti válogatott, valamint Kupagyőztesek Európa-kupája és Bajnokcsapatok Európa-kupája klubmérkőzést vezetett, vagy működő társának partbíróként segített. A ciprusi nemzetközi játékvezetők rangsorában, a világbajnokság-Európa-bajnokság sorrendjében többedmagával a 7. helyet foglalja el 1 találkozó szolgálatával. A  nemzetközi játékvezetéstől 1972-ben búcsúzott. Válogatott mérkőzéseinek száma: 1

## Statisztika

### Nemzetközi válogatott mérkőzése
| #  | Dátum             | Helyszín                | Hazai         | Eredmény | Vendég   | Kiírás       | Gólok | Esemény |
| -- | ----------------- | ----------------------- | ------------- | -------- | -------- | ------------ | ----- | ------- |
| 1. | 1970. október 14. | Chorzów, Śląski Stadion | Lengyelország | 3 – 0    | Albánia  | Eb-selejtező | -     |         |
|    | Összesen          |                         |               | 1        | mérkőzés |              |       |         |